# Aulo Sempronio Atratino (politico 380 a.C.)
Aulo Sempronio Atratino (fl. IV secolo a.C.) è stato un militare romano.

## Magister Equitum
Nel 380 a.C. fu nominato Magister Equitum dal dittatore Tito Quinzio Cincinnato Capitolino.
A lui fu affidato il compito di condurre la prima carica con la cavalleria contro gli abitanti di Preneste, nei pressi del fiume Allia, dove i romani erano stati sconfitti dai Galli di Brenno nell'omonima battaglia.
(Tito Livio, "Ab Urbe Condita", VI, 3, 28.)